# Skyfall (píseň)
„Skyfall“ je píseň nazpívaná anglickou zpěvačkou a skladatelkou Adele. Představuje titulní skladbu 23. filmové bondovky Skyfall, natočené pro společnost Eon Productions. Na jejím vzniku se s Adele také podílel producent Paul Epworth a instrumentaci provedl J. A. C. Redford. Píseň vyšla 5. října 2012 v 0.07 hodin britského letního času, v den přezdívaný jako „James Bond Day“ (Den Jamese Bonda), kdy uplynulo přesně padesát let od premiéry první filmové bondovky Dr. No.
Na 85. ročníku udílení Oscarů v únoru 2013 se singl „Skyfall“ stal první titulní skladbou bondovské série, která vyhrála v kategorii Nejlepší píseň. Během galavečera ji Adele zazpívala naživo. Jednalo se také o první nominovanou bondovskou skladbu od roku 1982, kdy se o cenu ucházel singl „For Your Eyes Only“ z filmu Jen pro tvé oči. Na jubilejním 70. ročníku udílení Zlatých glóbů v lednu 2013 získal „Skyfall“ cenu v kategorii Nejlepší píseň a z BRIT Awards si odnesl vítězství v kategorii Nejlepší britský singl roku.

## Pozadí
První zmínku o nahrávání „speciálního projektu“ Adele učinila v září 2011 během rozhovoru v britském pořadu The Jonathan Ross Show. Následkem toho začala média spekulovat, že by se mohlo jednat o skladbu k nové bondovce. V dubnu 2012 uvedla pro francouzskou rozhlasovou stanici NRJ, že by měla do konce téhož roku vydat singl, jenž ovšem nebude součástí nového alba. Další neověřené zprávy se rozšířily v září 2012, kdy měla být zpěvačka viděna v Abbey Road Studios, v němž Thomas Newman nahrával hudbu soundtracku Skyfall.
První informace uváděly za název titulní písně „Let The Sky Fall“. V září 2012 vydal zpěvák formace OneRepublic Ryan Tedder zprávu na Twitteru, že měl možnost poslouchat titulní píseň a jedná se o „nejlepší skladbu k filmu Jamese Bonda v jeho životě“. Tiskový mluvčí zpěvačky Paul Moss také zmínil nahrávku na Twitteru. Z obou účtů však byly inkriminované texty později odstraněny. Obal vytvořený pro singl byl mimo plán vyzrazen na internetu. K oficiálnímu potvrzení angažmá Adele došlo až 1. října 2012.

## Vznik skladby
Poté, co byla Adele oslovena, aby nazpívala titulní píseň, přizvala ke spolupráci svého producenta a textaře Paula Epwortha. K vlastnímu nahrání došlo v londýnských Abbey Road Studios a instrumentaci pro sedmdesát sedm členů orchestru aranžoval J. A. C. Redford.
Když se zpěvačka dozvědela, že by měla píseň nazpívat, přiznala prvotní obavy o filmový projekt kvůli vyvíjenému tlaku na vznik Bondovy hudby. Představy na formu skladby začaly nabývat konkrétních tvarů poté, co si přečetla scénář a zapálila se pro věc. Text měl v sobě zahrnovat důraz na filmový příběh a nebýt pouhým odrazem abstraktní romantické linky. U kompozice hudební skladby Epworth označil za vědomé rozhodnutí způsob, jakým je vystavěna harmonie a řazeny akordy, a to podle Normanovy titulní písně první bondovky „James Bond theme“.
Podle notového zápisu zveřejněného na Musicnotes.com je celá skladba zapsána v tónině c moll s tempem 76 úderů za minutu a sleduje posloupnost akordů Cm – A♭– Fm7 v délce šesti taktů, následována akordy Cm/D – Gsus4 – G. Hlasový rozsah Adele se pohybuje od g až po c2.

## Seznam skladeb
- Digitální stahování / singl USA

1. „Skyfall“ — 4:49

- CD / 7" vinylový singl[14]

1. „Skyfall“ — 4:49
2. „Skyfall“ (instrumentální verze) — 4:46

- Radio promo CD singl (neprodejný)

1. „Skyfall“ (radio verze) — 4:03
2. „Skyfall“ — 4:49

## Nahrávání a obsazení

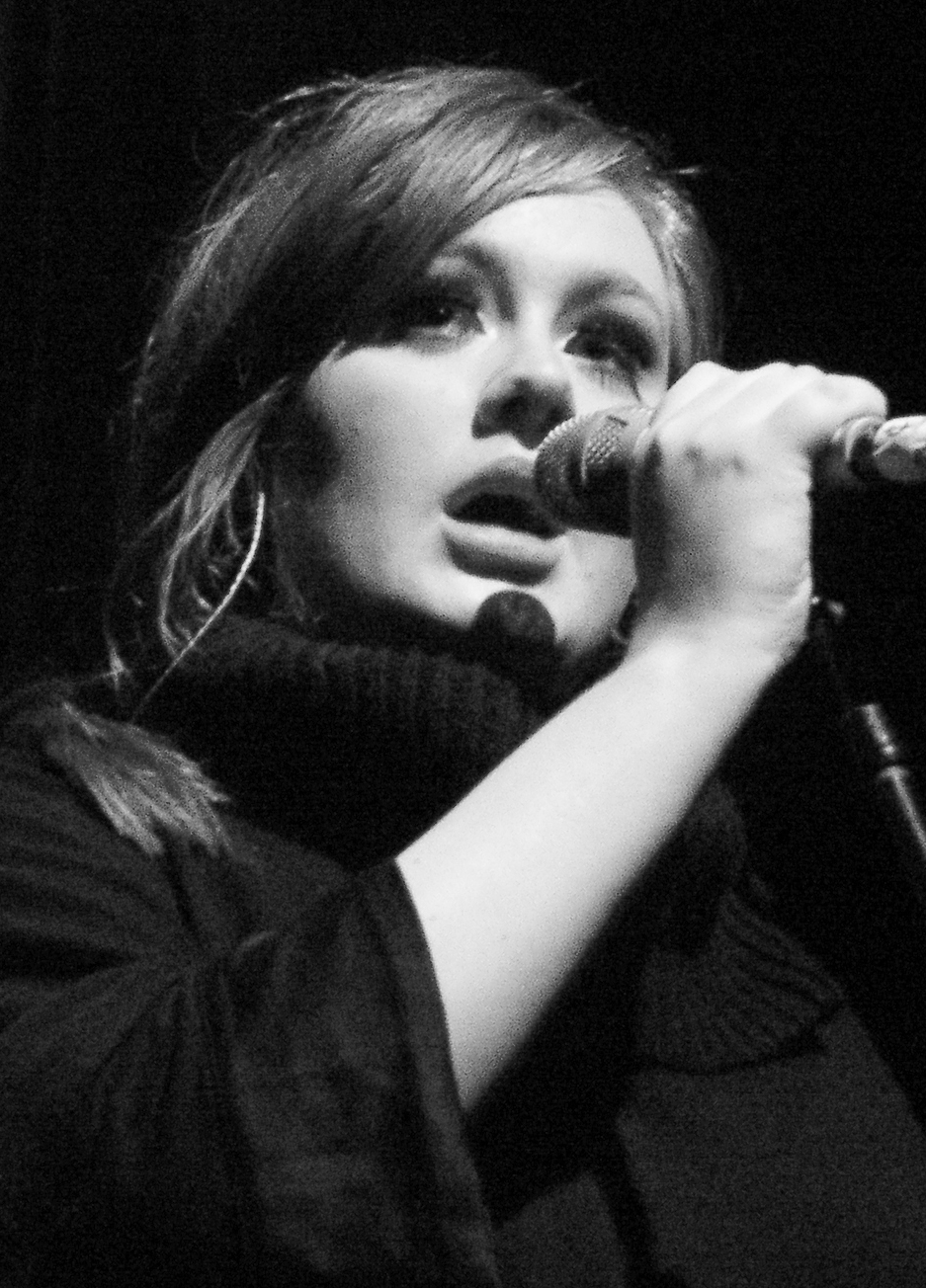
Adele – spoluautorka a interpretka písně „Skyfall“

Nahrávání
- nahráno v Abbey Road Studios, Londýn, Anglie, květen a srpen 2012

Obsazení
- Adele Adkins – skladatelka, zpěv
- Paul Epworth – skladatel, producent, perkuse, aranžmá sboru, orchestrální aranžmá
- Pete Hutchington – asistent produkce
- Joe Hartwell Jones – asistent produkce
- Matt Wiggins – inženýr
- Simon Rhodes – záznam orchestru
- Tom Elmhirst – zvukový technik, střihač
- Tom Coyne – inženýr masteringu
- James Reid – kytara
- Leo Taylor – bicí nástroje
- Nikolai Torp Larsen – klavír
- Tom Herbert – basová kytara
- Metro Voices – pěvecký sbor
- Jenny O'Gradyová – sbormistryně
- J. A. C. Redford – orchestrální aranžmá, dirigent
- Isobel Griffiths – tvůrce orchestru
- Charlotte Matthewsová – asistent tvůrce orchestru
- Thomas Bowes – vedoucí orchestru, houslista

## Ocenění
| Cena                                    | kategorie          | výsledek  | zdroj  |
| --------------------------------------- | ------------------ | --------- | ------ |
| 85. ročník Oscarů                       | nejlepší píseň     | vítězství | [ 15 ] |
| 70. ročník Zlatých glóbů                | nejlepší píseň     | vítězství | [ 16 ] |
| BRIT Awards                             | britský singl roku | vítězství | [ 17 ] |
| 18. ročník Critics' Choice Movie Awards | nejlepší píseň     | vítězství | [ 18 ] |
| Spolek filmových kritiků v Houstonu     | nejlepší píseň     | vítězství | [ 19 ] |
| Spolek filmových kritiků v Las Vegas    | nejlepší píseň     | vítězství | [ 20 ] |
| Spolek filmových kritiků ve Phoenixu    | nejlepší píseň     | vítězství | [ 21 ] |
| Satellite Award                         | nejlepší píseň     | nominace  | [ 22 ] |

## Nejvyšší umístění v hitparádě

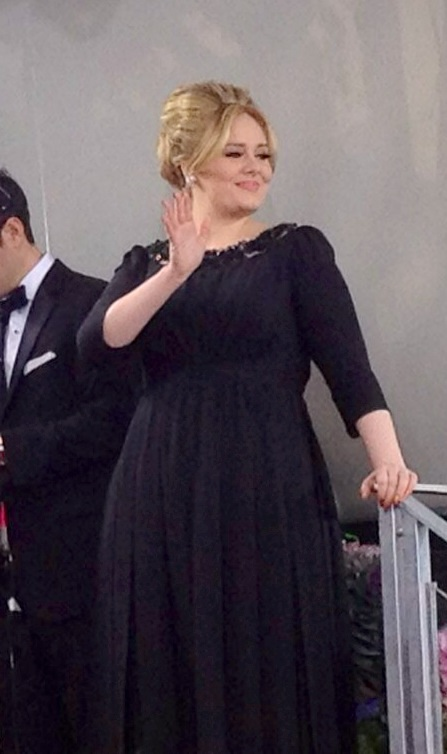
Adele na 70. ročníku Zlatých glóbů, kde skladba „Skyfall“ vyhrála kategorii nejlepší filmová píseň

| Hitparáda (2012)                                     | vrchol |
| ---------------------------------------------------- | ------ |
| Austrálie (ARIA)                                     | 5.     |
| Belgie (Ultratop 50 Flanders)                        | 1.     |
| Belgie (Ultratop 50 Wallonia)                        | 1.     |
| Česko (Rádio Top 100)                                | 1.     |
| Dánsko (Tracklisten)                                 | 2.     |
| Finsko (Suomen virallinen lista)                     | 15.    |
| Francie (SNEP)                                       | 1.     |
| Itálie (FIMI)                                        | 1.     |
| Japonsko (Japan Hot 100)                             | 20.    |
| Kanada (Canadian Hot 100)                            | 3.     |
| Německo (Official German Charts)                     | 1.     |
| Nizozemsko (Dutch Top 40) Nizozemsko (Single Top 40) | 1.     |
| Norsko (VG -lista)                                   | 7.     |
| Nový Zéland (Recorded Music NZ)                      | 2.     |
| Rakousko (Ö3 Austria Top 40)                         | 2.     |
| Spojené státy (US Billboard Hot 100)                 | 8.     |
| Spojené státy (Pop)                                  | 37.    |
| Spojené státy (Adult Contemporary)                   | 17     |
| Spojené státy (Adult Pop Songs)                      | 32.    |
| Švýcarsko (Schweizer Hitparade)                      | 1.     |
| Velká Británie (Official Charts Company)             | 2.     |